# Laurent Niol
Laurent Niol (ur. 11 sierpnia 1973 w Bourg-Saint-Maurice) – francuski narciarz, specjalista narciarstwa dowolnego. Najlepszy wynik na mistrzostwach świata osiągnął podczas mistrzostw w Deer Valley, gdzie zajął 14. miejsce w jeździe po muldach. Zajął także 12. miejsce w tej samej konkurencji na igrzyskach olimpijskich w Salt Lake City. Najlepsze wyniki w Pucharze Świata osiągnął w sezonie 1995/1996, kiedy to zajął 26. miejsce w klasyfikacji generalnej, a w klasyfikacji jazdy po muldach był dziewiąty.
W 2006 r. zakończył karierę.

## Sukcesy

### Igrzyska olimpijskie
| Miejsce | Dzień     | Rok  | Miejscowość    | Konkurencja      | Zwycięzca     |
| ------- | --------- | ---- | -------------- | ---------------- | ------------- |
| 12.     | 12 lutego | 2002 | Salt Lake City | Jazda po muldach | Janne Lahtela |

### Mistrzostwa Świata
| Miejsce | Dzień       | Rok  | Miejscowość | Konkurencja      | Zwycięzca         |
| ------- | ----------- | ---- | ----------- | ---------------- | ----------------- |
| 21.     | 8 lutego    | 1997 | Iizuna      | Jazda po muldach | Jean-Luc Brassard |
| 45.     | 19 stycznia | 2001 | Whistler    | Jazda po muldach | Mikko Ronkainen   |
| 14.     | 31 stycznia | 2003 | Deer Valley | Jazda po muldach | Mikko Ronkainen   |
| 17.     | 1 lutego    | 2003 | Deer Valley | Muldy podwójne   | Jeremy Bloom      |

### Puchar Świata

#### Miejsca w klasyfikacji generalnej
- 1994/1995 – 61.
- 1995/1996 – 26.
- 1996/1997 – 55.
- 1997/1998 – 82.
- 1998/1999 – 42.
- 2000/2001 – 26.
- 2001/2002 – 106.
- 2002/2003 – –
- 2003/2004 – 49.
- 2004/2005 – 75.
- 2005/2006 – 188.

#### Miejsca na podium
1. Breckenridge – 19 stycznia 1996 (Jazda po muldach) – 3. miejsce
2. La Clusaz – 14 lutego 1996 (Jazda po muldach) – 3. miejsce
3. Breckenridge – 24 stycznia 1997 (Jazda po muldach) – 2. miejsce
4. Tignes – 5 grudnia 1997 (Jazda po muldach) – 3. miejsce
5. Oberstdorf – 6 stycznia 2002 (Jazda po muldach) – 2. miejsce

- W sumie 2 drugie i 3 trzecie miejsca.